# Natália Vajdová
Natália Vajdová (* 26. April 1995 in Bratislava) ist eine ehemalige slowakische Tennisspielerin.

## Karriere
Natália Vajdová debütierte 2010 im Alter von 15 Jahren bei dem ITF-$25.000-Turnier in ihrer Geburtsstadt Bratislava auf dem ITF Women’s Circuit. Für das Turnier erhielt sie eine Wildcard, um an der Qualifikation teilzunehmen, wo sie direkt in der ersten Runde gegen ihre Landsfrau Michaela Pochabová ausschied. Zudem erhielt sie gemeinsam mit ihrer älteren Schwester Nikola auch eine Wildcard für das Doppelturnier und gemeinsam schieden sie dort in der ersten Runde gegen ein österreichisches Doppel aus. Drei Jahre später konnte sie ihre ersten Erfolge auf dem ITF Women’s Circuit machen. Beim ITF-$10.000-Turnier im serbischen Vrnjačka Banja erreichte sie gemeinsam mit ihrer Landsfrau Rebecca Šramková in der Doppelkonkurrenz das Finale, wo sie sich einen mazedonisch-russischen Team geschlagen geben mussten. Etwa zwei Monate später erreichte sie beim ITF-$10.000-Turnier im britischen Manchester das Einzelfinale und unterlag dort in zwei Sätzen der Belgierin Klaartje Liebens. Nachdem sie im Jahr 2015 beim vierten ITF-$10.000-Turnier im kroatischen Bol erneut ein Einzelfinale erreichen konnte und dort der Lokalmatadorin Iva Primorac unterlag, erreichte sie am 23. November 2015 mit dem 473. Platz die höchste WTA-Ranglisten-Platzierung in ihrer Einzelkarriere.
Zwei Jahre später startete Natália Vajdová gemeinsam mit ihrer Landsfrau Jana Jablonovská im Doppelwettbewerb des ITF-$15.000-Turniers im tschechischen Říčany und zusammen erreichten sie dort das Finale, welches sie gegen ein tschechisches Duo gewinnen konnten. Wenige Wochen später nahmen sie auch gemeinsam am ITF-$15.000-Turnier im tschechischen Brünn teil, wo sie erneut das Finale erreichten. Auch dort sicherten sie sich durch einen Sieg gegen ein tschechisches Doppel den Titel. Aufgrund dieser beiden Titelgewinnen belegte Natália Vajdová am 16. Oktober 2017 mit dem 725. Platz ihre höchste Platzierung in der Doppel-Weltrangliste. Nachdem sie 2019 im Januar und Februar an zwei ITF-W15-Turnieren in der türkischen Hauptstadt Ankara teilgenommen hatte und dort jeweils in der ersten Runde ausgeschieden war, beendete sie ihre Karriere auf der ITF Women’s World Tennis Tour.
Während ihrer Tenniskarriere war sie nicht nur bei Profiturnieren aktiv, sondern spielte auch in der Tennis-Bundesliga. Zum Beispiel spielte sie in der Saison 2016 für den Ratinger TC Grün-Weiß.

## Erfolge
| Nr. | Datum              | Turnier | Kategorie   | Belag | Partnerin        | Finalgegnerinnen                     | Ergebnis |
| --- | ------------------ | ------- | ----------- | ----- | ---------------- | ------------------------------------ | -------- |
| 1.  | 2. September 2017  | Říčany  | ITF $15.000 | Sand  | Jana Jablonovská | Karolína Beránková Veronika Vlkovská | 6:1, 6:3 |
| 2.  | 29. September 2017 | Brünn   | ITF $15.000 | Sand  | Jana Jablonovská | Aneta Kučmová Vendula Žovincová      | 6:4, 6:4 |

## Familie
Natália Vajdová ist die Tochter des slowakischen Tennisspielers und Trainers Marián Vajda. Ihre ältere Schwester Nikola Vajdová war ebenfalls als Tennisspielerin aktiv. Mit dem slowakischen Fußballtrainer Martin Ševela hat sie einen gemeinsamen Sohn, der Dezember 2020 auf die Welt kam.